# خديجة السويسي
خديجة السويسي هي ممثلة تونسية اشتهرت بشخصية «دوجة» في السلسلة الشهيرة «شوفلي حل» التي لاقت رواجا كبيرا ونسب مشاهدة قياسية لكن انطلقت قبلها في المسرح والدراما وبرزت في عدة مسلسلات تونسية كما شاركت في بعض الأفلام العالمية. وهي زوجة الممثل والمسرحي التونسي المنصف السويسي.

## أعمالها

### السينما
- 2008 : فيلم الحادثة (L'Accident) لرشيد فرشيو.[1]

### التلفاز

#### المسلسلات
- 1991 : الناس حكاية من إخراج حمادي عرافة بدور جليلة.
- 1992 : الدوار من إخراج عبد القادر الجربي بدور صالحة.
- 1993 : العاصفة من إخراج عبد القادر الجربي بدور خديجة أم رشيد.
- 1994 : أمواج من إخراج صلاح الدين الصيد بدور دوجة.
- 1999 : غالية من إخراج المنصف الكاتب كضيفة شرف.
- 2000 : ريح المسك الموسم 2) من إخراج صلاح الدين الصيد وعز الدين الحرباوي بدور حبيبة.
- 2001 : ريحانة من إخراج حمادي عرافة.
- 2002 : شمس وظلال من إخراج عز الدين الحرباوي بدور شريفة.
- 2005 : مال وآمال من إخراج عبد القادر الجربي بدور والدة كوثر ورضا.
- 2009-2008-2007-2006-2009 : شوفلي حل (المواسم 2-3-4-5-6) من إخراج صلاح الدين الصيد وعبد القادر الجربي بدور دوجة.

#### الأفلام التلفزية
- 2009 : شوفلي حل من إخراج عبد القادر الجربي بدور دوجة.

### المسرح
- عيد الميلاد (Anniversaire) كتابة خديجة السويسي وعرض في مسرح سمير العيادي[2]
- ذكرى الزواج (Souvenir d'un mariage)[3]

## الجوائز
- وسام الجمهورية التونسية.

## روابط خارجية
- خديجة السويسي على موقع IMDb (الإنجليزية)
- خديجة السويسي على موقع قاعدة بيانات الأفلام العربية